# Oggetti non stellari nella costellazione del Cancro
Principali oggetti non stellari presenti nella costellazione del Cancro.

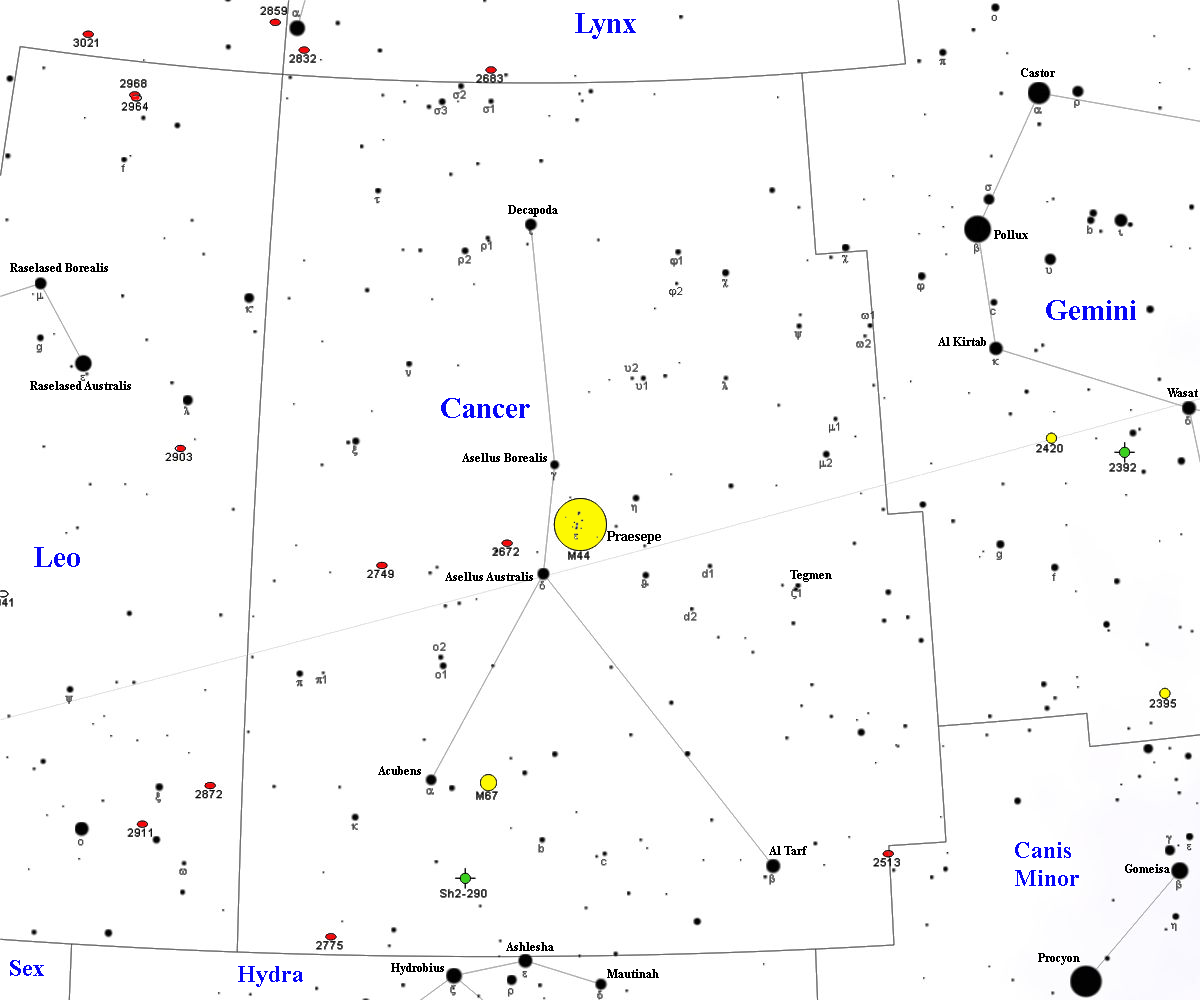
Mappa della costellazione del Cancro.

## Ammassi aperti
- M44 (Presepe)
- M67

## Galassie
- DLA0817g
- NGC 2503
- NGC 2507
- NGC 2512
- NGC 2513
- NGC 2514
- NGC 2522
- NGC 2526
- NGC 2530
- NGC 2535
- NGC 2536
- NGC 2540
- NGC 2545
- NGC 2554
- NGC 2556
- NGC 2557
- NGC 2558
- NGC 2560
- NGC 2562
- NGC 2563
- NGC 2565
- NGC 2569
- NGC 2570
- NGC 2572
- NGC 2575
- NGC 2576
- NGC 2577
- NGC 2581
- NGC 2582
- NGC 2592
- NGC 2593
- NGC 2594
- NGC 2595
- NGC 2596
- NGC 2598
- NGC 2599
- NGC 2604
- NGC 2607
- NGC 2608
- NGC 2611
- NGC 2619
- NGC 2620
- NGC 2621
- NGC 2622
- NGC 2623
- NGC 2624
- NGC 2625
- NGC 2628
- NGC 2637
- NGC 2643
- NGC 2647
- NGC 2648
- NGC 2651
- NGC 2657
- NGC 2661
- NGC 2672
- NGC 2775

## Ammassi di galassie
- Abell 671
- Abell 689
- Abell 779
- DLSCL J0916.2+2951
- SDSS J0900+2234 FG

## Gruppi di galassie
- Gruppo di NGC 2507
- Gruppo di NGC 2545
- Gruppo di NGC 2554
- Gruppo di NGC 2563
- Gruppo di NGC 2595

## Nebulose oscure
- Nebulosa Scheletro

## Nebulose planetarie
- Abell 30
- Abell 31 (Sh2-290)

## Oggetti BL Lacertae
- OJ 287